# 相川佳之
相川 佳之（あいかわ よしゆき、1970年6月9日 - ）は、日本の美容外科医、事業家。SBCメディカルグループ総括院長。神奈川県出身。

## 概要
美容外科業界に入り2年で独立。2000年に神奈川県藤沢市に湘南美容クリニックを開院後、SBCメディカルグループを立ち上げ、24年間で全国に140院を展開することとなった。

## 来歴
- 1970年 神奈川県にて、薬局チェーンを営む両親の元に生まれる。
- 1986年 神奈川県鎌倉市の鎌倉学園高校に入学。当初家業を継ぐべく薬剤師を目指していたが、大学入試2週間前に志望を医学部に変更する。
- 1991年 日本大学医学部に入学。
- 1997年 日本大学医学部卒業。医師国家試験合格。同年、現在のがん研有明病院麻酔科に勤務。
- 1998年 都内大手美容外科に勤務。
- 2000年 独立。神奈川県藤沢市に湘南美容クリニックを開院。
- 2001年 初の分院となる横浜院を開院。安心リラックス麻酔を開発。
- 2003年 新宿アイランドタワー内に新宿本院を開院。また初の著書となる『医師が教えるビューティ バージンロードの歩き方〜はじめての美容医療で迷わず綺麗になる〜』、『愛される匂い美人になる。』を出版。
- 2005年 渋谷院、大阪院、名古屋院を開院。
- 2006年 福岡院、大宮院、千葉院開院。
- 2007年 湘南美容・歯科、新宿ANNEX院、札幌院開院。初の海外開院（上海）。
- 2008年 南青山メディカルエステティック表参道院、町田院、川崎院、柏院開院。
- 2009年 立川院開院、SBC新宿近視クリニック、池袋院、南青山メディカルエステティック南青山院開院。
- 2010年 大阪心斎橋院、SBC新宿近視クリニック大阪院開院。
- 2011年 SBC新宿近視クリニック横浜院、上野院開院。
- 2012年 仙台院、神戸院、広島院、スキンビューティークリニック品川、京都院、新宿血管外科クリニック、六本木レディースクリニック、スキンビューティークリニック大阪、ルネッサンスクリニック新宿院開院。
- 2023年 1月11日付で了徳寺大学理事長に就任[1]。

## 人物・エピソード

### 幼少〜学生時代
- 大学受験2週間前に薬学部から医学部へ志望を変更。日大医学部に進学した[2]。
- 中高〜大学とテニスに没頭し、関東医科歯科リーグで優勝を果たした[2]。

### 美容外科の道へ
- 料金を明確に設定したり、ホームページで5万件以上のビフォー・アフター写真を掲載したり、しかもそれを担当ドクターごとに見られるようにしたりと、情報開示を徹底的に行った。相川医師が自らに対して脂肪吸引を施術するムービーがクリニックのホームページで公開されている[3]。
- アフターケアの面でも、美容外科業界初の保証制度を採り入れ、全ての治療に対して保証書を発行したり[4]、施術後の注意事項や一般的に発生しやすい悩みや不安に対応するメールを、術後それぞれのタイミングに合わせて送る「フォローメールシステム」を業界で初めて導入するなど、患者の不安解消と信頼の獲得に大きな力を注いでいる[5]。

## 社会活動
- 全結腸型ヒルシュスプルング病という難病で闘病中の山下みらいちゃんを支援する活動として、2006年6月20日に新宿院にてチャリティー診療を実施。約344万円を集め、みらいちゃんの手術は無事成功した[6]。
- 『国際NGOワールド・ビジョン・ジャパン』へ、136名の子供たちへの チャイルド・スポンサーとして参加。2012年時点での寄付総額は、約3,700万円にのぼっている[6]。
- 南青山メディカルエステティックにおいて、患者ひとりの来院につきワクチン1本を世界的医療支援団体を通じて世界の子供達に寄付する活動を展開。2012年8月末までで151,600本分のワクチンを寄付した[6]。
- 東日本大震災後、いち早く支援物資を集め3月19日に4tトラックで現地に向かい最初の支援活動を行う。この行動は後に東日本大震災支援プロジェクト『SAVE JAPAN』へと発展し、スタッフによる炊き出し活動や救援物資の提供、約2,500万円にのぼる義援金を集めるに至った[7]。
- 東日本大震災の教訓も踏まえ、緊急時に迅速な対応を可能とするためのドクターヘリ設置プロジェクトを発足させている[8]。
- 2011年にカンボジアに2棟の小学校を建設。「情熱小学校」と名付けた。「父も体が弱っているので、自分の足で歩ける今のうちに一緒に学校を見に行きたい」と語っている[9]。
- SBCメディカルグループをあげて瀬戸内海の無医村診療に取り組んでいる[10]。

## 著書
- 『あなたがもっと美しくなる！心のプチ整形』（ゴマブックス） ISBN 978-4777108763
- 『美貌磨き 幸運な美人になるための”7つのステップ”』（総合法令出版）ISBN 978-4862800541
- 『愛される匂い美人になる。』（東邦出版）ISBN 978-4809404436
- 『医師が教えるビューティ バージンロードの歩き方〜はじめての美容医療で迷わず綺麗になる〜』（東邦出版）ISBN 978-4809404306

## 所属学会
- 日本美容外科学会正会員
- 日本美容外科医師会会員
- 日本麻酔科学会正会員
- 日本レーザー治療学会会員
- 日本脂肪吸引学会会員
- ケミカルピーリング学会会員
- ハーバード大学医学部PGA所属